# Сиприани Торн, Хуан Луис
Хуан Луис Сиприани Торн (исп. Juan Luis Cipriani Thorne; род. 28 декабря 1943, Лима, Перу) — перуанский кардинал, опусдеист. Титулярный епископ Туруци и вспомогательный епископ Аякучо с 3 июля 1988 по 13 мая 1995. Апостольский администратор Аякучо с 23 мая 1991 по 13 мая 1995. Архиепископ Аякучо с 13 мая 1995 по 9 января 1999. Архиепископ Лимы и примас Перу с 9 января 1999 по 25 января 2019. Кардинал-священник с титулом церкви Сан-Камилло-де-Леллис-альи-Орти-Саллюстани с 21 февраля 2001.
Считается одним из наиболее консервативных иерархов в Перу. Тем не менее на президентских выборах 2011 года он нашёл взаимопонимание с левым кандидатом Ольянтой Умалой.